# Самойловка (Саратовская область)
Самойловка — поселок городского типа в Саратовской области России, административный центр Самойловского района.

## История
Возникла как слобода в середине XVIII века, основанная украинскими переселенцами. 
Населённый пункт основан в 1762 году, на наëмномной земле Керенского уезду ясачных крестьян ея императорского величества. 
В 1928 году Самойловка становится центром Самойловского района Балашовского округа Нижне-Волжского края (с 1936 года — в Саратовской области).
Статус посёлка городского типа — с 1967 года.
Слобода Самойловка основана в середине XVIII века. Внимательное изучение, сохранившихся до наших дней печатных и рукописных материалов показывает, что первыми поселенцами Самойловки являлись малороссы и казаки, переселённые Екатериной 2 в эти места. Сначала они стали казаками Хопёрского Казачьего войска, но после его преобразования в полк они стали государственными крестьянами и возили соль с Эльтонского озера. 
В первые годы поселенцы жили во временных полуземляных, полудеревянных постройках, но по мере более прочного обоснования крестьяне перестраивали свои жилища, и Самойловка приобретала жилой вид.
Со временем село ограждали крепкими постройками, околицами. Дома строились в глубине двора, который со всех сторон обносился высоким забором. Каждый двор представлял собой маленькую крепость. 
Шли годы. Переселенцы все прочнее обосновывались в своем селе. В 1795 году в губернии проходила перепись населения. К тому времени в слободе Самойловке Балашовского уезда насчитывалось 3164 человека.
К концу 18 века Самойловка превратилась в крупный населенный пункт. В разное время из неё выделились несколько других сел, из которых сложилась Самойловская волость. Жители слободы в основном занимались сельским хозяйством. В 1893 году была построена железная дорога и Самойловка стала развиваться как торговое село. Хлеб по железной дороге стали возить на продажу в Балашов, Борисоглебск и даже в Саратов.
В истории села Самойловки немало лирических и трагических страниц. Это и участие в Пугачевском бунте, революционных событиях 1905 и 1917 гг., Первой мировой и Великой Отечественной войнах.
9 июля 1928 года на заседании Президиума Нижне-Волжского краевого комитета (протокол № 9, пункт 2/65) было принято постановление об образовании Самойловского района с центром в селе Самойловке. Были определены границы района с населением 75350 чел.

## Население
| 1939  | 1959  | 1970  | 1979  | 1989  | 2002  | 2009  |
| ----- | ----- | ----- | ----- | ----- | ----- | ----- |
| 8221  | ↘7287 | ↗7594 | ↘7409 | ↗8460 | ↗8648 | ↘7955 |
| 2010  | 2011  | 2012  | 2013  | 2014  | 2015  | 2016  |
| ↘7580 | ↘7539 | ↘7400 | ↘7220 | ↘7083 | ↘6936 | ↘6833 |
| 2017  | 2018  | 2019  | 2020  | 2021  |       |       |
| ↘6773 | ↘6678 | ↘6598 | ↘6489 | ↗6571 |       |       |

Национальный состав
По данным переписи населения 1939 года: украинцы — 77,4 % или 6359 чел., русские — 21,2 % или 1743 чел.

## Транспорт
Железнодорожная станция Юго-Восточной железной дороги Три Острова на линии Балашов I — Петров Вал.

## СМИ
100,2 FM — Авторадио (скоро)